# De frumento
De frumento è la terza delle orazioni di Marco Tullio Cicerone dell'Actio secundae, che fa parte del corpus di orazioni chiamate Verrine. Queste orazioni furono elaborate nel 70 a.C. in occasione di una causa di diritto penale discussa a Roma, che vedeva come accusatori il popolo della ricca provincia di Sicilia e l'ex propretore dell'isola Gaio Licinio Verre come imputato. L'accusa mossa nei suoi confronti era di de pecuniis repetundis, cioè di concussione, reato consumato durante il triennio di governo dal 73 al 71 a.C.
Quest orazione mostra un vero e proprio mutamento metodologico: nell'apertura infatti ci si rifà al registro proemiale, dove Cicerone compie un'apologia della propria funzione di accusatore; seguono la propositio e la partitio dell'argomento trattato (paragrafo 12). Ma soprattutto cambia la maniera espositiva: qui infatti si vuole rappresentare la meschina amministrazione di Verre, dimostrando la costante alterazione della riscossione sulle decime (nonostante la lex Hieronica) e come abbia spopolato e devastato la Sicilia (46-48 e seguenti).
Successivamente si passa ad una amplificatio, in cui Verre viene dipinto come un mostruoso devastatore della provincia più fiorente di Roma, seguendo un climax che continuerà nelle due successive orazioni.
Le sue colpe appaiono eccessive anche rispetto ai diffusi abusi comuni nella tarda repubblica.